# Cuarenta años de trayectoria
Cuarenta años de trayectoria - Recital al aire libre es un recital especial que el conjunto argentino de instrumentos informales Les Luthiers dio como cierre de sus festejos por el aniversario de los cuarenta años de trayectoria del grupo. Tuvo lugar en el predio del Monumento a Güemes, en el cruce de las calles Figueroa Alcorta y Pampa (Palermo, Ciudad de Buenos Aires), el 18 de noviembre de 2007, ante más de 60.000 personas. Fue también transmitido por televisión. 

## Programa
- El sendero de Warren Sánchez (Salmos Sectarios, 1987)

- La balada del Séptimo Regimiento (Canciones en el frente, 1989)

- Quién conociera a María amaría a María (Canción con mimos, 1987)

- San Ictícola de los Peces (Tarantela litúrgica, 1994)

- Pepper Clemens sent the messenger nevertheless the reverend left the herd (Ten-step, 1983)

### Fuera de programa
- El explicado (Gato didáctico, 1975)

- Los jóvenes de hoy en día (RIP al rap, 1999)

Para este show, se habían previsto dos obras más fuera de programa [cita requerida]. Las mismas eran:
- Añoralgias (Zamba catástrofe, 1981)

- Perdónala (Bolérolo, 1994)

### Curiosidades
- Este recital se hizo el día del cumpleaños de Daniel Rabinovich. Durante la interpretación de "El Sendero de Warren Sánchez" el público asistente le cantó "Cumpleaños Feliz". Al finalizar, Marcos Mundstock volteó a ver a sus compañeros y preguntó "¿Quién cumple, Che?".
- Las obras del recital forman parte del repertorio de Las obras de ayer (2002), sin incluir Añoralgias ni Perdónala, los dos bises que se ensayaron pero que no se hicieron en la función.